# Tour della nazionale maschile di rugby a 15 dell'Inghilterra 1989
Non è, quello del 1989, un vero e proprio tour per la nazionale inglese.
Sono due match disputatisi nel week-end del 13-14 maggio da due squadre diverse: la prima squadra a Bucarest contro la Romania e la "B" a Madrid con la Spagna. 
| Arbitro: | Brian Anderson |

| |            | |
| | mt         | Guscott 3, Oti 4 Probyn, Richards |
| | tr         | Hodgkinson 8 |
| Ignat | c.p.       | Hodgkinson |
| | drop       | Andrew |
| 15.Marcel Toader 14.Nicolae Racean 13.Nicolae Fulina 12.Adrian Lungu 11.Daniel Boldor 10.Gelu Ignat 9.Daniel Neaga 8.Haralambie Dumitras 7.Alexandru Radulescu 6.Florica Murariu (cap) 5.Gheorghie Caragea 4.Sandu Ciorascu 3.George Dumitrescu 2.Gheorghe Ion 1.Gheorghe Leonte sostituti: 16.Christian Raducanu 17.Traian Oroian | Formazioni | 15.Simon Hodgkinson 14.Rory Underwood 13.Jerry Guscott 12.Simon Halliday 11.Chris Oti 10.Rob Andrew (cap) 9.Steve Bates 8.Dean Richards 7.Peter Winterbottom 6.Mike Teague 5.Paul Ackford 4.Wade Dooley 3.Gareth Chilcott 2.Brian Moore 1.Paul Rendall sostituti: 16.Jeff Probyn 17.Gary Rees |

| Madrid 14 maggio 1989 | Spagna | 9 – 31 | Inghilterra B |  |